# Nicholas Walker
Nicholas Walker (* 13. September 1988) ist ein ehemaliger australischer Radrennfahrer.
Nicholas Walker wurde bei der Ozeanienmeisterschaft 2009 Dritter im Straßenrennen der Eliteklasse und belegte damit den zweiten Platz in der U23-Wertung. Im selben Jahr gewann er zwei Etappen von An Post Rás und eine Etappe der Ronde de l’Oise.

## Erfolge
2009
- zwei Etappen An Post Rás
- eine Etappe Ronde de l’Oise

## Teams
- 2009 Cinelli-Down Under